# Irene Maarschalkerweerd
Irene Maarschalkerweerd (Amsterdam, 7 febbraio 1956) è un'ex cestista olandese.

## Carriera
Con i Paesi Bassi ha disputato i Campionati mondiali del 1979 e cinque edizioni dei Campionati europei (1974, 1976, 1978, 1980, 1981).